# Computer Systems Research Group
Computer Systems Research Group（コンピューター・システムズ・リサーチ・グループ、CSRG）はカリフォルニア大学バークレー校が国防高等研究計画局の資金援助でAT&TのUNIXを改良するために作った研究グループである。

## 歴史
ボブ・ファブリー教授がAT&TよりUNIXのライセンスを手に入れたのが1974年のことである。そのときからカリフォルニア大学バークレー校では改良したUNIXをBSDとして配布しはじめた。1980年にはファブリー教授がアーパネットの要求仕様を満たすようにUNIXを改良するという契約を国防高等研究計画局と結んだ。この契約で得た研究資金でファブリー教授はコンピュータ・システム・リサーチ・グループを立ち上げた。TCP/IPがこのプロジェクトとしての一番の成果であるが、BSDの成果としてはバークレー高速ファイルシステムが有名である。
1970年代から1980年代にかけてAT&TはUNIXのライセンス料を100,000米ドルから200,000米ドルに値上げした。これはBSDを使っていた小さい研究所や会社にとって大きな問題になった。そこで、CSRGはAT&Tに由来するすべてのソースコードを彼らの書いたソースコードで置き換えるという目標を立てた。これは1994年に 4.3BSD Net/2 で達成したが、USLがこれを承知しなかったために裁判となった。1994年の判決後、CSRGはBSDライセンスの 4.4BSD-Lite と UNIXライセンスの 4.4BSD-encumbered を発表した。
1995年にCSRGは解散した。しかしながら、NetBSD、FreeBSD、OpenBSDはすべて4.4BSD-Lite由来のオペレーティングシステムで、オープンソースUNIX文化で重要な役割を演じている。
フリー・ソフトウェア・ファンデーションやLinuxと同様、CSRGは同時期のオープンソースコミュニティーの基盤となっている。
CSRG の成員にはキース・ボスティックやビル・ジョイ、マーシャル・カーク・マキュージックがいた。